# Montflovin
Montflovin ist eine ehemalige französische Gemeinde mit 118 Einwohnern (Stand: 1. Januar 2022) im Département Doubs in der Region Bourgogne-Franche-Comté. Sie gehörte zum Arrondissement Pontarlier. Die Bewohner werden Saugeais und Saugeaises genannt.
Montflovin gehört zur Mikronation Freie Republik Saugeais (République du Saugeais).
Der Erlass des Präfekten vom 25. September 2024 legte mit Wirkung zum 1. Januar 2025 die Eingliederung von Montflovin als Commune déléguée zusammen mit den früheren Gemeinden Montbenoît, Hauterive-la-Fresse, La Longeville und Ville-du-Pont zur Commune nouvelle Pays-de-Montbenoît fest.

## Geografie

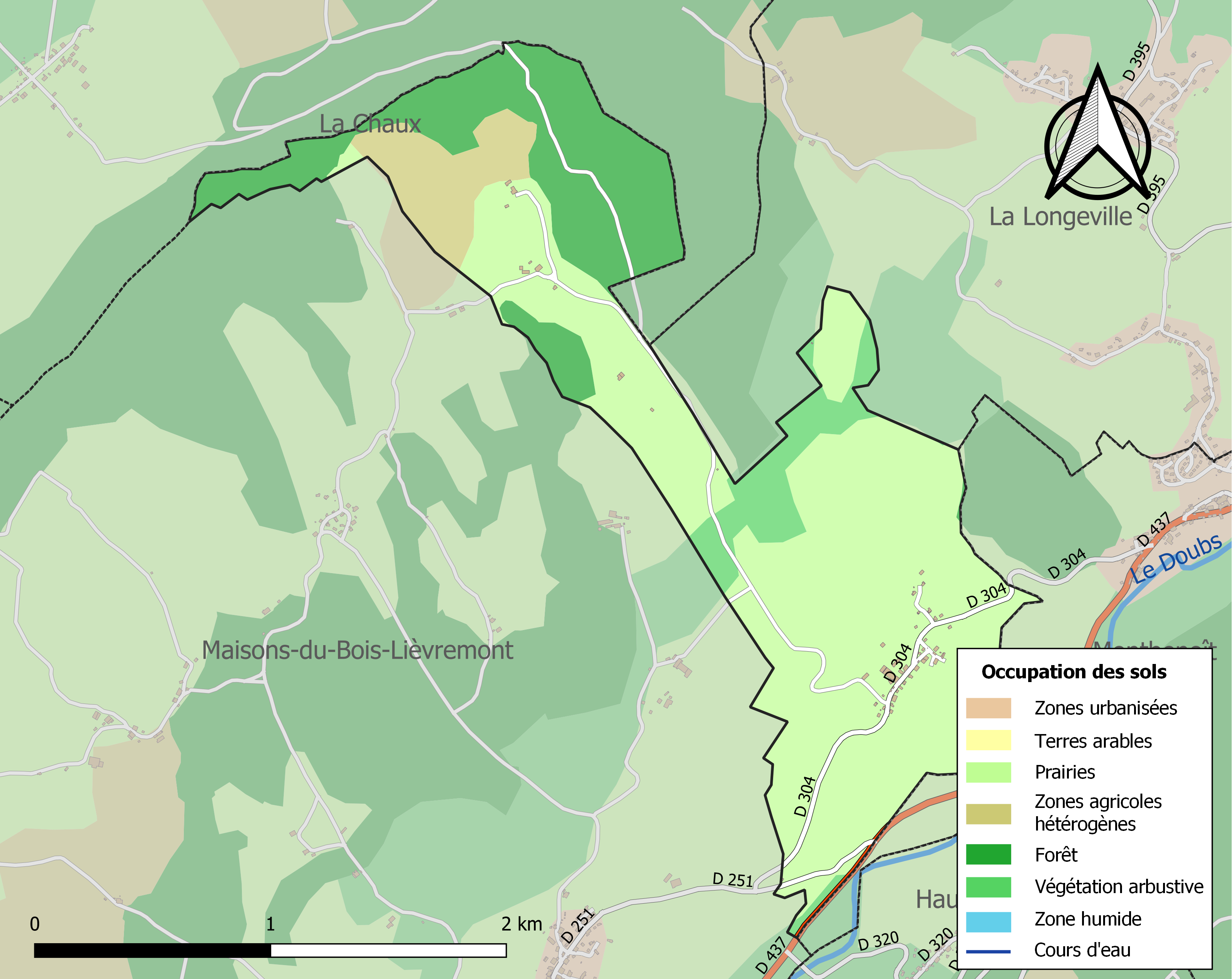
Bodennutzung und Infrastruktur von Montflovin (2018)

Montflovin liegt auf etwa 855 m, etwa zwölf Kilometer nordöstlich von Pontarlier (Luftlinie) nahe der Grenze zur Schweiz in der historischen Provinz der Franche-Comté. Das Straßenzeilendorf erstreckt sich im Jura-Gebirge auf einem Geländevorsprung am sonnenexponierten Hang leicht erhöht über dem Doubs, im Val du Saugets, nördlich der Jurahöhen der Montagne du Larmont.
Die Fläche des Ortsgebiets umfasst einen Abschnitt des französischen Juras. Die südliche Grenze verläuft auf einem kurzen Abschnitt entlang des Doubs, der hier in einer relativ breiten Talniederung nach Nordosten durch das Val du Saugets fließt. Vom Flusslauf erstreckt sich das Ortsareal nordwärts über den sanft ansteigenden Hang, der ein lockeres Gefüge von Wies- und Weideland sowie Wald zeigt, bis in den Bois de Montflovin und auf den Höhenrücken von Recours, auf dem mit 1060 m die höchste Erhebung von Montflovin erreicht wird.
Rund 72 % der Fläche von Montflovin werden landwirtschaftlich genutzt, hauptsächlich als Weideland, rund 22 % sind bewaldet, rund 6 % entfallen auf Flächen mit Strauch- und/oder Kräutervegetation (Stand: 2018).
Umgeben wird Montflovin von der Nachbargemeinde La Chaux im Norden, den Communes déléguées La Longeville und Montbenoît im Osten sowie der Nachbargemeinde Maisons-du-Bois-Lièvremont im Westen.

## Bevölkerungsentwicklung
| Jahr                       | 1962 | 1968 | 1975 | 1982 | 1990 | 1999 | 2006 | 2013 | 2020 |
| Einwohner                  | 50   | 40   | 39   | 37   | 44   | 75   | 89   | 99   | 118  |
| Quellen: Cassini und INSEE |      |      |      |      |      |      |      |      |      |

Nachdem die Einwohnerzahl in der ersten Hälfte des 20. Jahrhunderts markant abgenommen hatte (1906 wurden noch 136 Personen gezählt), wurde seit Beginn der 1980er Jahre wieder ein kontinuierliches Bevölkerungswachstum verzeichnet.

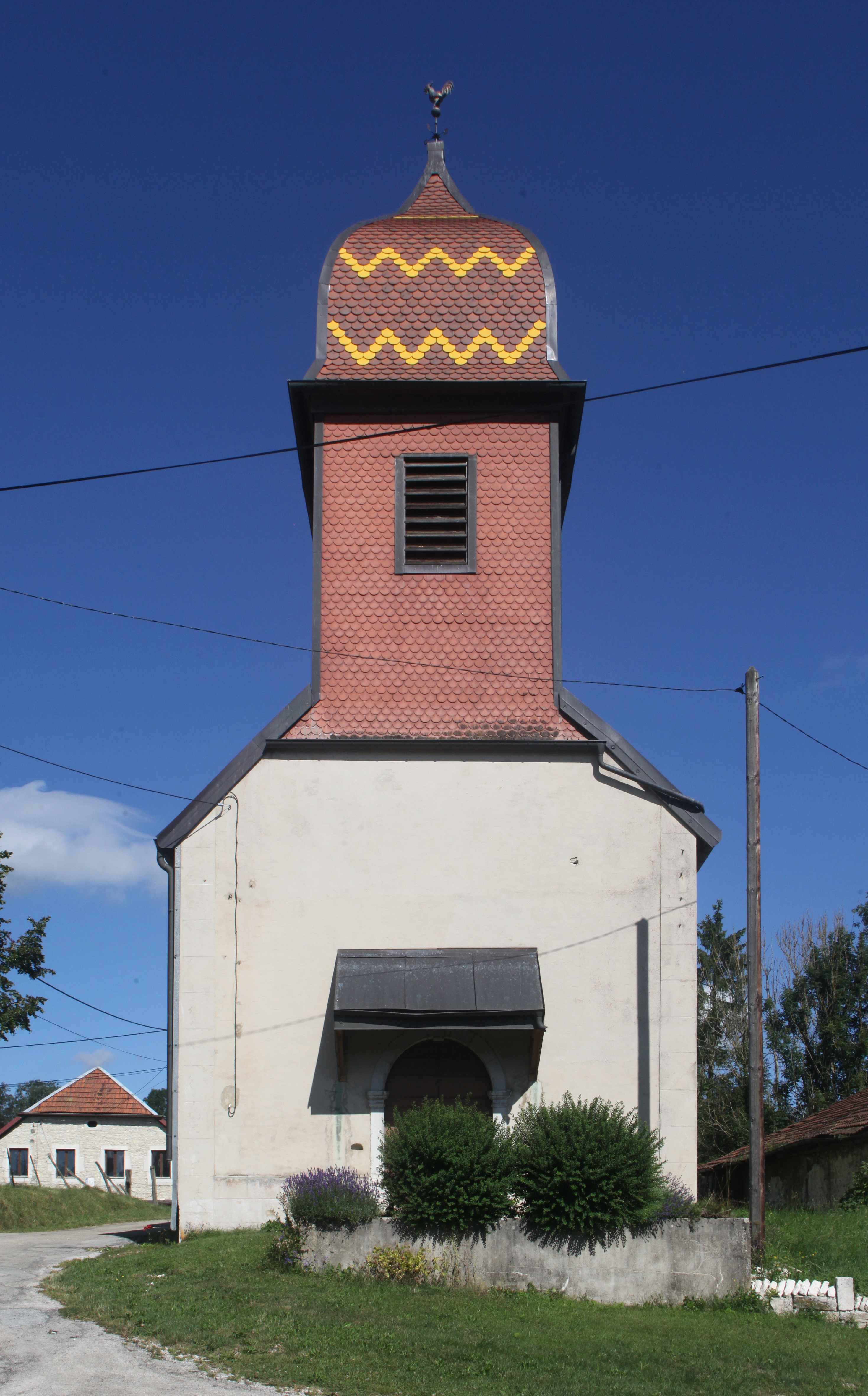
Kapelle Notre-Dame

## Sehenswürdigkeiten
Die Kapelle Notre-Dame in Montflovin wurde 1828 erbaut.